# Atletisme als Jocs Olímpics d'estiu de 1908 - salt de llargada masculí
El salt de llargada masculí va ser una de les proves disputades durant els Jocs Olímpics de Londres de 1908. La prova es va disputar el 22 de juliol de 1908 i hi van prendre part 32 atletes de 9 nacions diferents.

## Medallistes
| Or          | Plata        | Bronze         |
| Frank Irons | Daniel Kelly | Calvin Bricker |

## Rècords
Aquests eren els rècords del món i olímpic que hi havia abans de la celebració dels Jocs Olímpics de 1908.
| Rècord del Món | 7,61 m  | Peter O'Connor | Dublín (GBR)      | 5 d'agost de 1901     |
| Rècord Olímpic | 7,185 m | Myer Prinstein | Saint Louis (USA) | 1 de setembre de 1904 |

Frank Irons establí un nou rècord olímpic. En una primera ronda saltà 7,44 metres i finalment establí un nou rècord amb un salt de 7,48 metres.

### Resultats
Tots els saltadors realitzaren tres salts, mentre que els tres millors en van fer tres més per tal de millorar les seves marques. Es desconeix les marques dels saltadors classificats a partir de la posició 21.
| Posició | Nom                             | Distància      |
| ------- | ------------------------------- | -------------- |
| 1       | Frank Irons (USA)               | 7.48 metres OR |
| 2       | Daniel Kelly (USA)              | 7.09 metres    |
| 3       | Calvin Bricker (CAN)            | 7.08 metres    |
| 4       | Edward Cook (USA)               | 6.97 metres    |
| 5       | John Brennan (USA)              | 6.86 metres    |
| 6       | Albert Weinstein (GER)          | 6.77 metres    |
| 7       | Frank Mount Pleasant (USA)      | 6.82 metres    |
| 8       | Tim Ahearne (GBR)               | 6.72 metres    |
| 9       | Denis Murray (GBR)              | 6.71 metres    |
| 10      | Gunnar Rönström (SWE)           | 6.66 metres    |
| 11      | Charles Williams (GBR)          | 6.65 metres    |
| 12      | Sam Bellah (USA)                | 6.64 metres    |
| 13      | Frank Lukeman (CAN)             | 6.59 metres    |
| 14      | Ödön Holits (HUN)               | 6.54 metres    |
| 15      | Arthur Hoffmann (GER)           | 6.50 metres    |
| 16      | Alfred Bellerby (GBR)           | 6.44 metres    |
| 17      | Wilfred Bleaden (GBR)           | 6.43 metres    |
| 18      | William Watt (GBR)              | 6.42 metres    |
| 19      | George Barber (CAN)             | 6.41 metres    |
| 20      | Carl Silfverstrand (SWE)        | 6.34 metres    |
| 21-32   | Hermann von Bönninghausen (GER) | Desconegut     |
| 21-32   | Lionel Cornish (GBR)            | Desconegut     |
| 21-32   | Géza Kövesdi (HUN)              | Desconegut     |
| 21-32   | Bram Evers (NED)                | Desconegut     |
| 21-32   | Henri Guttierez (FRA)           | Desconegut     |
| 21-32   | Jacobus Hoogveld (NED)          | Desconegut     |
| 21-32   | Garfield MacDonald (CAN)        | Desconegut     |
| 21-32   | John O'Connell (USA)            | Desconegut     |
| 21-32   | Henry Olsen (NOR)               | Desconegut     |
| 21-32   | Arvid Ringstrand (SWE)          | Desconegut     |
| 21-32   | Ludwig Uettwiller (GER)         | (6.05 metres)  |
| 21-32   | Hugo Wieslander (SWE)           | Desconegut     |

OR - Rècord Olímpic